# 頼仁親王
頼仁親王（よりひとしんのう、建仁元年7月22日（1201年8月22日） - 文永元年5月23日（1264年6月18日））は、鎌倉時代初期の皇族。後鳥羽天皇の皇子。

## 経歴

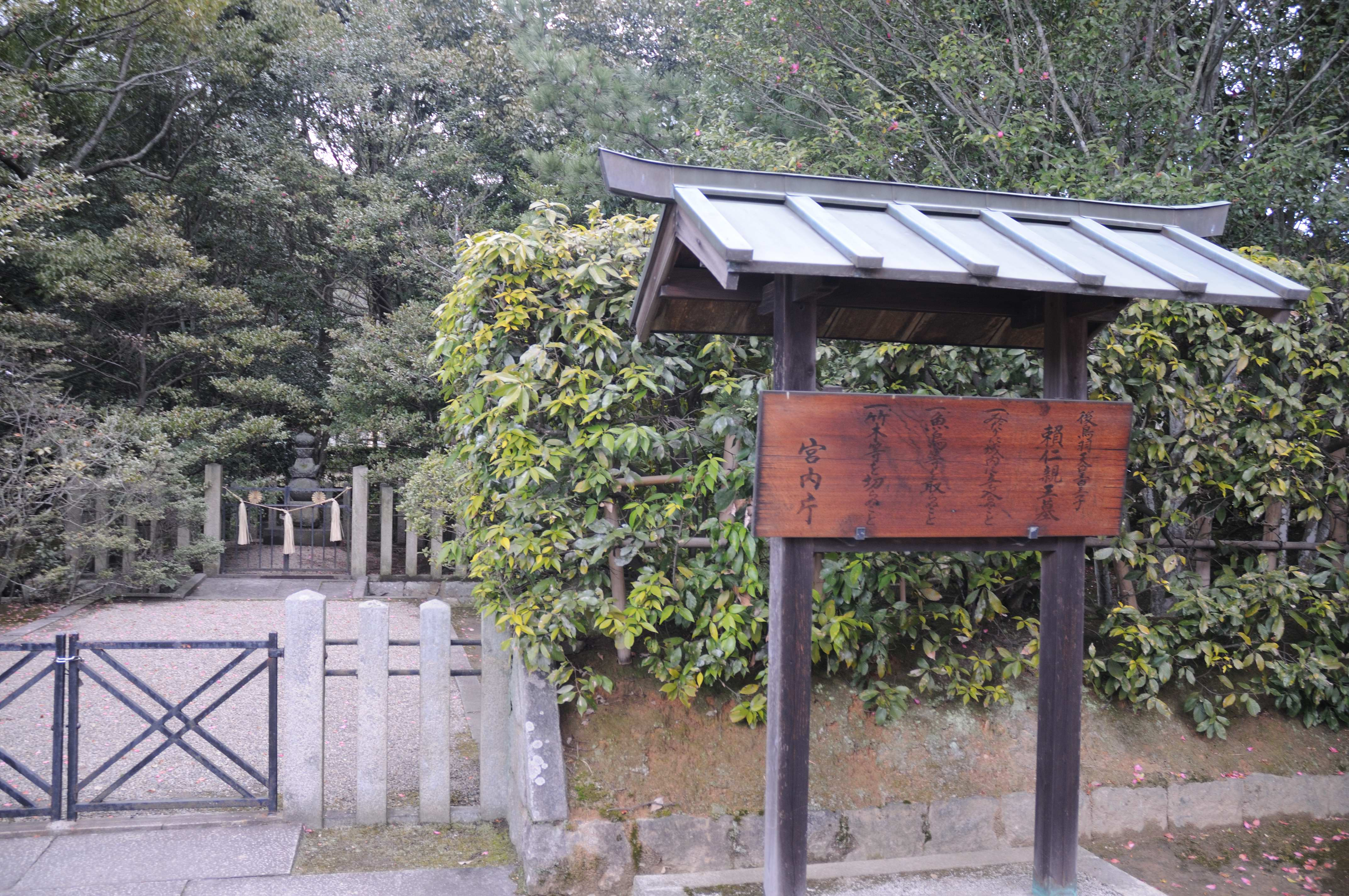
岡山県倉敷市木見にある頼仁親王墓

母は内大臣・坊門信清の娘西の御方だが、後鳥羽上皇の側近として権力を誇っていた卿二位こと藤原兼子に養育される。承元4年（1210年）親王宣下。母が源実朝の室（西八条禅尼）と姉妹だった関係もあり、建保7年（1219年）の実朝横死後は、兼子の内々の推薦により北条政子によって後継の征夷大将軍に所望されるが、後鳥羽上皇の反対に遭い実現しなかった。
承久3年（1221年）の承久の乱の結果、父の後鳥羽上皇らが配流されると、親王もこれに連座して備前国児島へと流された。同地において薨去したとされ、児島高徳の曽祖父であるとも伝わる。
岡山県倉敷市にある修験道の寺院五流尊瀧院の歴代大僧正は、頼仁親王の子孫が務めていると伝わる。